# Dorf (Zurique)
Dorf é uma comuna da Suíça, situada no distrito de Andelfingen, no cantão de Zurique. Tem 5,56 km² de área e sua população em 2018 foi estimada em 658 habitantes.